# ムアンナコーンパノム郡
座標: 北緯17度24分36秒 東経104度46分44秒 / 北緯17.41000度 東経104.77889度
ムアンナコーンパノム郡（ムアンナコーンパノムぐん）はタイ東北部・ナコーンパノム県にある郡（アムプー）。同県の県庁所在地（ムアン）はナコーンパノム (Nakhon Phanom) である。

## 名前
ナコーンパノムとは「山の街」と言う意味であるが、市内に山はなく、メコン川をはさんで対岸のラオス領カムムアン県ターケークに山がある。

## 歴史
北部イサーン地方から中央ラオスにかけての地域にSi Kottaboon文明があったことが知られている。ナコーンパノムはその中心地であった。
1894年、ムアンナコーンパノム郡として成立。その後、1917年ノーンブック郡と名を変えるが、1938年、再びムアンナコーンパノム郡の名称に戻された。

## 地理
メコン川の形成した平地にあり、市内の主な水源もメコン川である。
国道212号線が西北から南に向かって通っており、西北にノーンカーイ方面、南にムックダーハーン方面と通じる。国道22号線が西に延びておりサコンナコーン方面と通じている。また、国道2033号線が南西に向かって延びており、ワンヤーン方面に通じている。

## 経済
郡内の主な産業は農業で、コメ、などが生産されている。

## 行政区分
郡内は15のタムボンに分かれ、さらにその下位に165の村（ムーバーン）がある。自治体（テーサバーン）があり以下のようになっている。
- テーサバーンムアン・ナコーンパノム・・・タムボン・ナイムアン全体
- テーサバーンムアン・ノーンセーン・・・タムボン・アートサーマートとタムボン・ノーンヤートの一部。

また、郡内には13のタムボン行政体がある。
1. タムボン・ナイムアン・・・ตำบลในเมือง
2. タムボン・ノーンセーン・・・ตำบลหนองแสง
3. タムボン・ナーサーイ・・・ตำบลนาทราย
4. タムボン・ナーラートクワーイ・・・ตำบลนาราชควาย
5. タムボン・クルク・・・ตำบลกุรุคุ
6. タムボン・バーンプン・・・ตำบลบ้านผึ้ง
7. タムボン・アートサーマート・・・ตำบลอาจสามารถ
8. タムボン・カームタオ・・・ตำบลขามเฒ่า
9. タムボン・バーンクラーン・・・ตำบลบ้านกลาง
10. タムボン・ターコー・・・ตำบลท่าค้อ
11. タムボン・カムトゥーイ・・・ตำบลคำเตย
12. タムボン・ノーンヤート・・・ตำบลหนองญาติ
13. タムボン・ドンクワーン・・・ตำบลดงขวาง
14. タムボン・ワンタームワ・・・ตำบลวังตามัว
15. タムボン・ポーターク・・・ตำบลโพธิ์ตาก

## 産業
- メコン川に第3タイ・ラオス友好橋が2011年に完成し、東西経済回廊の物流増加が見込まれている。